# Kanał Piękna Góra

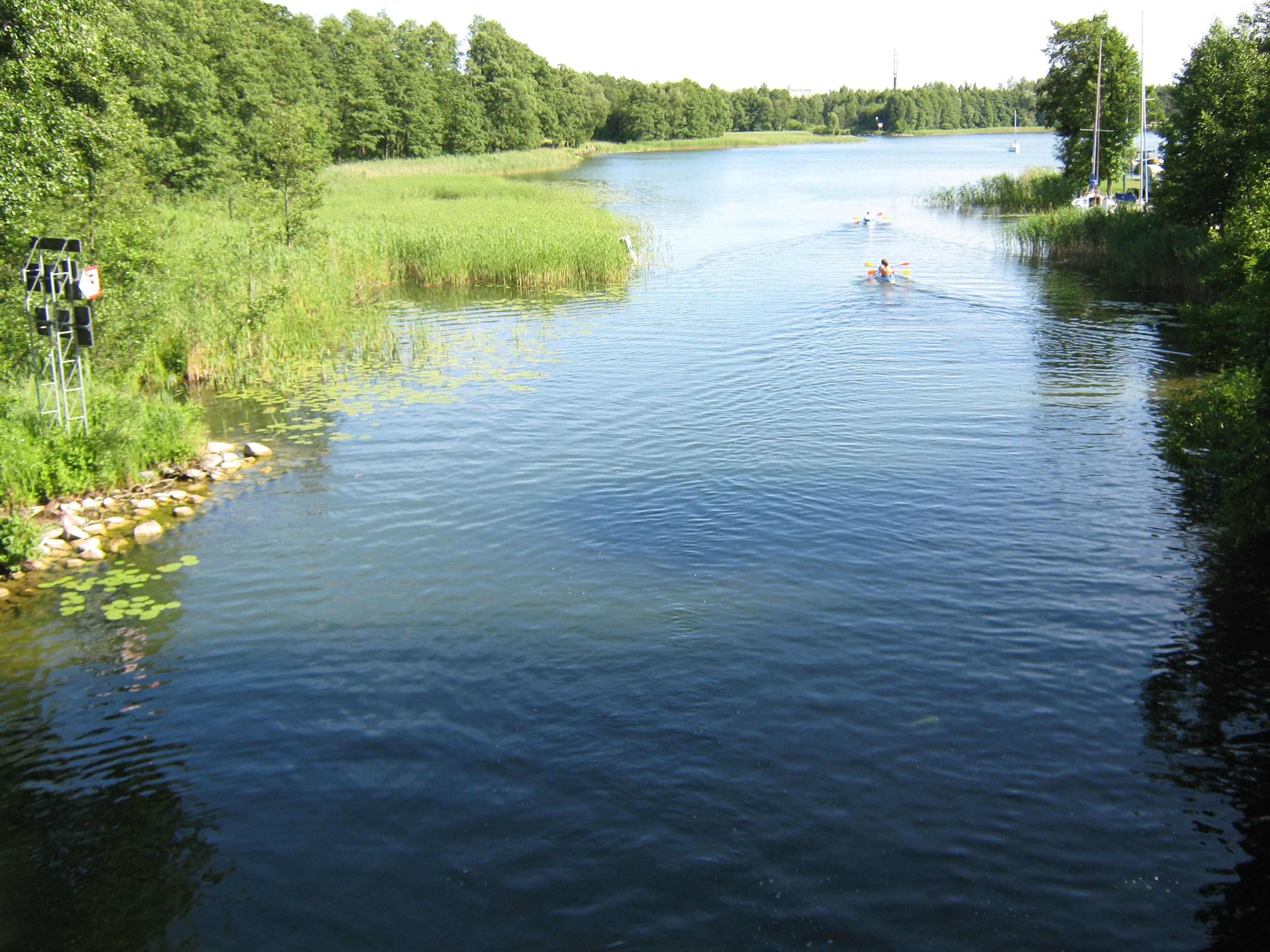
Kanał Piękna Góra, widok z mostu drogowego w Pięknej Górze

Kanał Piękna Góra – kanał mazurski o długości 250 m na szlaku Wielkich Jezior Mazurskich, w północnej części zatoki Tajt
Kanał łączy Jezioro Tajty z Jeziorem Kisajno i tu bierze swój początek, następnie przechodzi pod mostem drogowym, drogi z Giżycka do Kętrzyna.
Nad kanałem w miejscowości Piękna Góra zlokalizowana jest przystań żeglarska.
Zgodnie z Rozporządzeniem Rady Ministrów z 2002 r. ws. klasyfikacji śródlądowych dróg wodnych, kanał ma klasę żeglowną Ia.      